# Bretzwil
Bretzwil és un municipi del cantó de Basilea-Camp (Suïssa), situat al districte de Waldenburg.

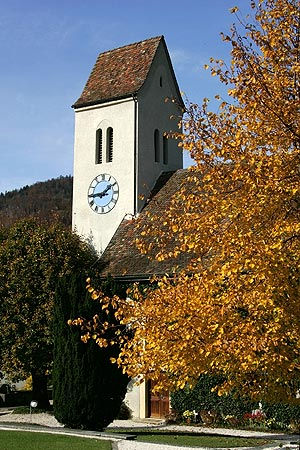
Campanar